# Museu dels Moomin
La vall dels Moomin o el Museu dels Moomin (en suec: Muminmuseet; en finès: Muumimuseo) està situada a la ciutat de Tampere, Finlàndia.
A la vall del Museu dels Moomin s'hi pot observar il·lustracions originals de Tove Jansson (la creadora dels Moomin), 40 miniatures, retaules sobre els fets dels Moomin i una casa petita dels Moomin (2,5 metres d'alçada). S'hi pot observar la vall original multimèdia dels Moomin i també visitar la botiga de la vall dels Moomin, on es venen records i llibres dels Moomin en diversos idiomes.
La vall dels Moomin va ser obert al públic el 1987. El museu va estar ubicat durant 25 anys a la planta baixa de l'edifici principal de la biblioteca de Metso, fins que va ser eliminat per renovació. Entre 2013 i 2016, va operar temporalment a la planta baixa del Museu d'Art de Tampere. El museu es va traslladar a Tampere Hall el 2017 i es va convertir en un lloc permanent. El 17 de juny de 2017 es va obrir el Museu Renovat dels Moomin.

## História

Una estàtua d'un Moomin a l'exterior de la biblioteca Metso, Tampere

La casa dels Moomin, de cinc plantes i de color blau, va ser construïda per Tuulikki Pietilä, Pentti Eistola i Tove Jansson a finals de la dècada del 70. La idea original era fer-la en realitat, ja que Jansson sempre la va dibuixar en les seves il·lustracions per a les històries dels Moomin, però ja que es veuria en un racó en la Biennal de il·lustracions a Bratislava el 1979, van decidir convertir-la en la plaça. No es van fer plans, la casa va ser construïda lliurement, un pis per planta, i no va seguir cap estil arquitectònic en particular, però va estar influenciada per molts estils diferents. La planta baixa va ser esbossada pel germà de Tuulikki Pietilä, l'arquitecte Reima Pietilä.
Originalment, es va planificar una gira mundial per a la casa després de la biennal de 1979, però, finalment, va viatjar només als països nòrdics entre 1980 i 1983. Després va ser portada al taller de Tove Jansson, ja que necessitava algunes reparacions després de la gira. Es va tornar a exhibir al Museu d'Art de Tampere el 1986 i després va tenir la seva ubicació permanent al nou Museu Moomin, on ha estat exposada des de 1987. Les fotografies de la casa Moomin van servir d'il·lustracions en Un convidat no desitjat, l'últim dels quatre llibres dels Moomin que Jansson va il·lustrar.
Fins a finals de 2012, el Museu Moomin es va situar al soterrani de la biblioteca Metso, Tampere. No obstant això, durant el desembre de 2012, el museu es va traslladar al soterrani de Museus d'Art de Tampere. Durant el moviment, es va exhibir una petita col·lecció d'il·lustracions Moomin de Tove Jansson al Museu Center Vapriikki. La vall de Moomin, totalment renovada, va obrir als visitants el 2 de gener de 2013. Una estàtua d'un Moomin, situada a l'exterior de l'edifici Metso, va romandre al lloc per recordar als visitants de l'antiga ubicació de la casa dels Moomin. El 2016, el museu es va traslladar a Tampere Hall i va canviar el nom pel de Museu Renovat dels Moomin. L'estàtua del Moomin també es va traslladar al seu nou lloc. El museu va tornar a obrir al juny de 2017.